# Vadnagar
Vadnagar é uma cidade e um município no distrito de Mahesana, no estado indiano de Gujarat.

## Geografia
Vadnagar está localizada a 23° 47′ N, 72° 38′ L. Tem uma altitude média de 143 metros (469 pés).

## Demografia
Segundo o censo de 2001, Vadnagar tinha uma população de 25 041 habitantes. Os indivíduos do sexo masculino constituem 51% da população e os do sexo feminino 49%. Vadnagar tem uma taxa de literacia de 65%, superior à média nacional de 59,5%: a literacia no sexo masculino é de 75% e no sexo feminino é de 54%. Em Vadnagar, 13% da população está abaixo dos 6 anos de idade.